# Велосипедная камера

Велосипедная камера с заплатой

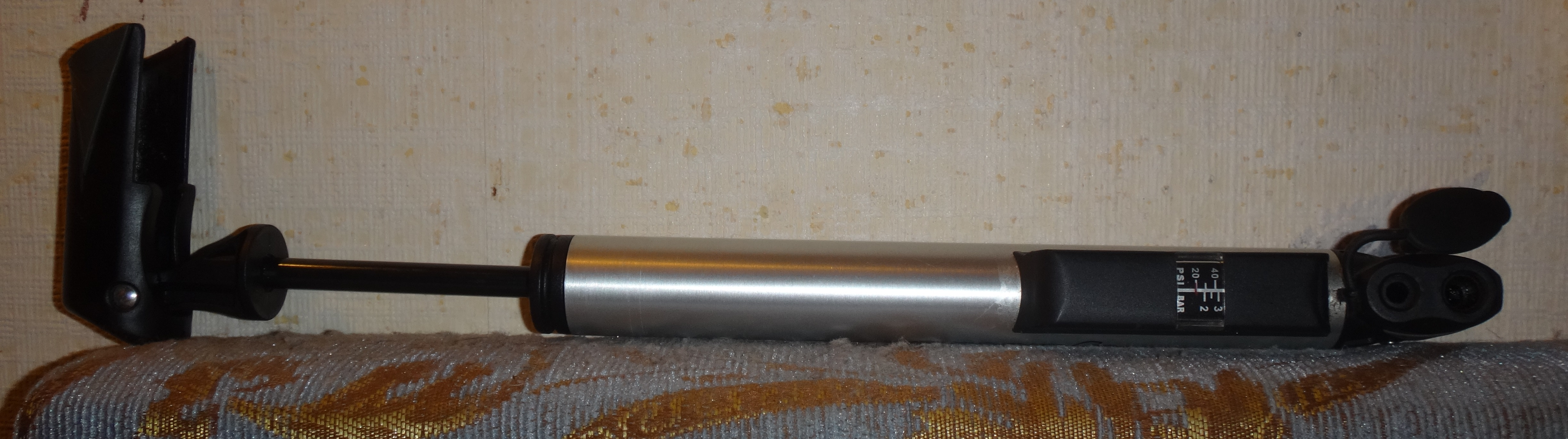
Ручной насос с двойным адаптером (под ниппели Schrader и Presta)

Велосипедная камера — накачиваемая воздухом замкнутая в кольцо резиновая трубка с вмонтированным в неё ниппелем. Помещается внутри велосипедной шины.

## Ниппель
Ниппель позволяет накачивать воздух в шину, но не выпускает его обратно. На велосипедных колёсах встречаются три типа ниппелей:
- Dunlop на камерах — велониппель «с резинкой». В настоящее время этот стандарт устарел и камеры с таким ниппелем у подавляющего большинства производителей сняты с производства;
- ниппель Schrader, больше известный, как просто «автомобильный», является самым массовым на камерах;
- реже встречается ниппель Presta — спортивный. Для его накачивания нужен либо насос с двойным клапаном, либо специальный адаптер, если такового нет.

### Галерея

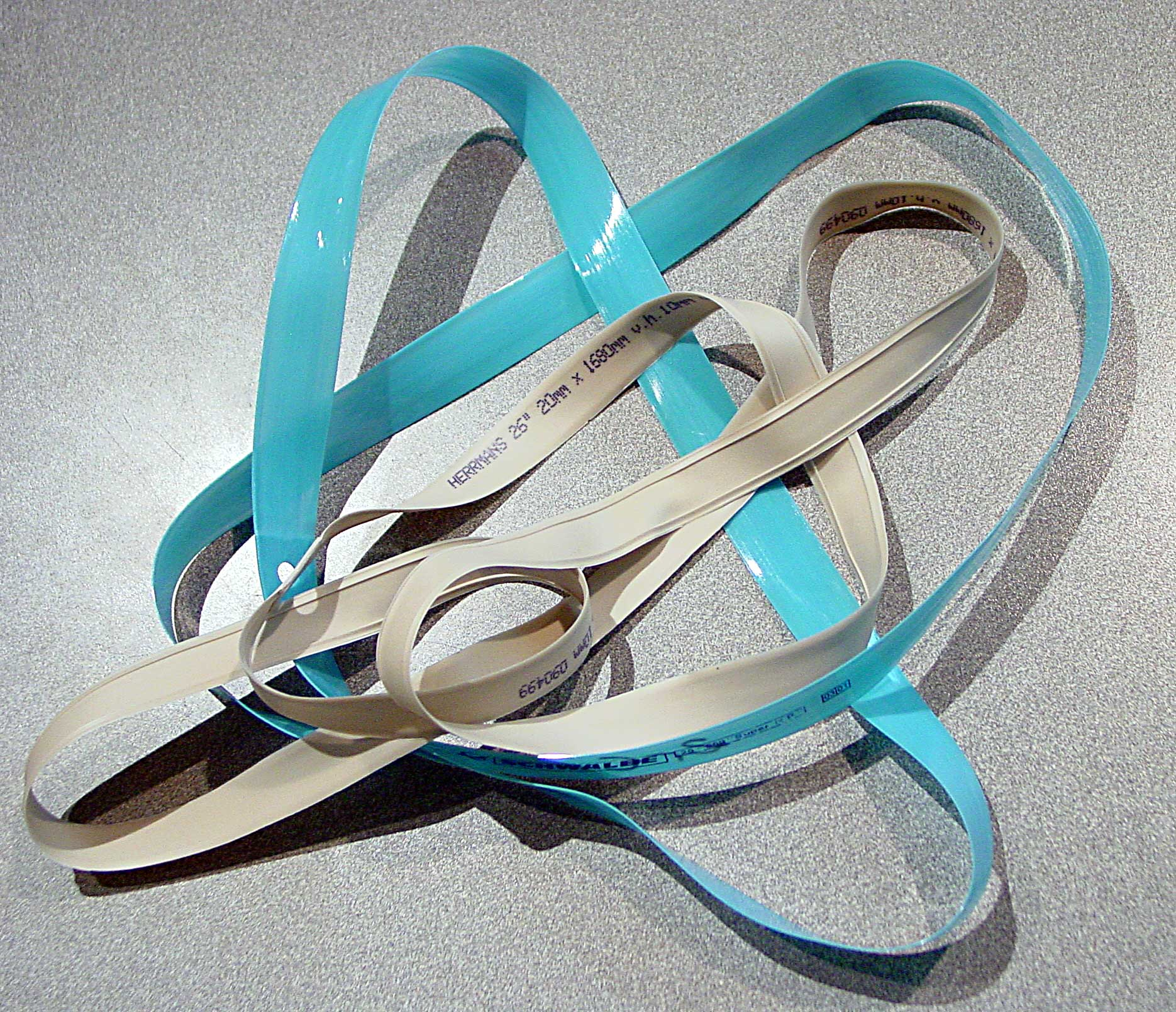
Ободная лента (флиппер)

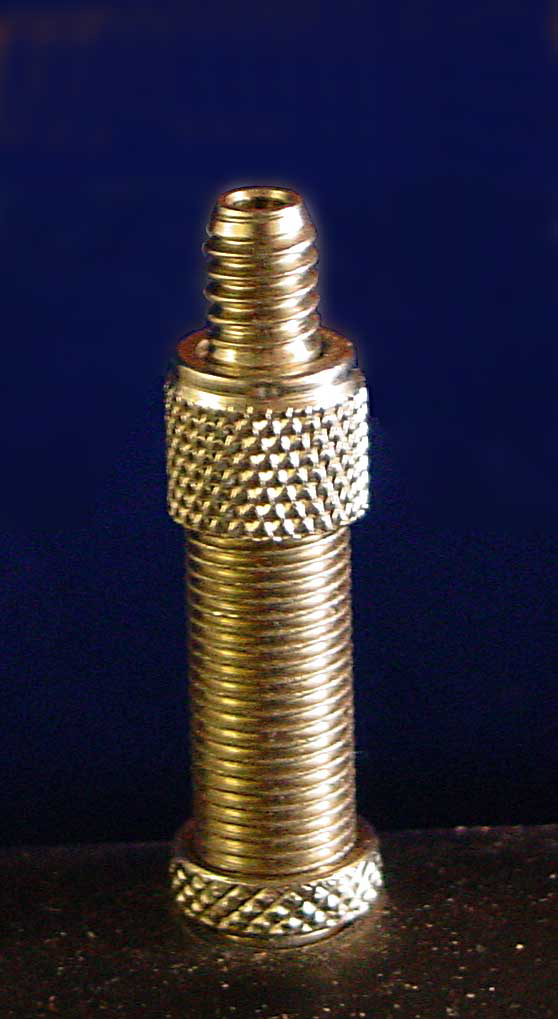
Велониппель Dunlop
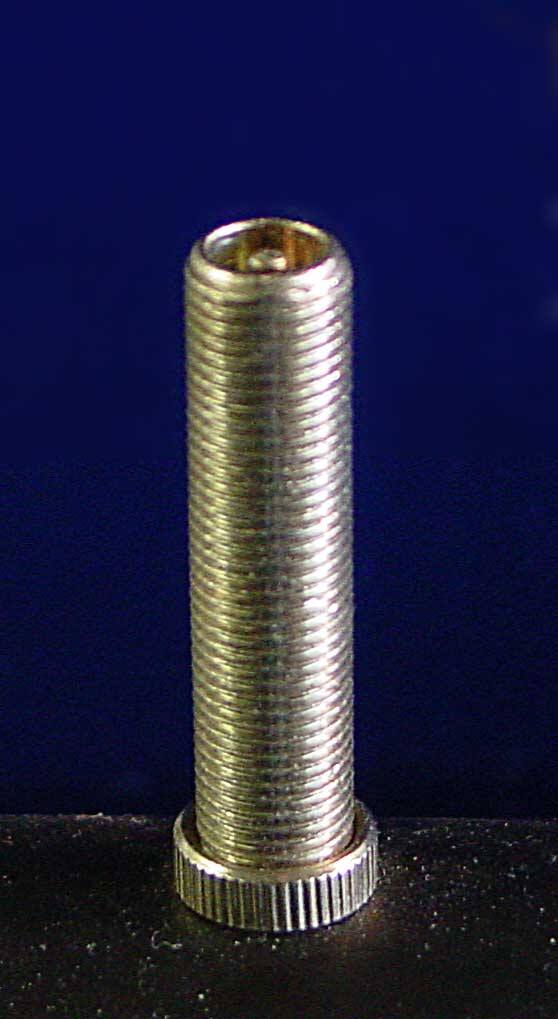
Автомобильный ниппель Schrader
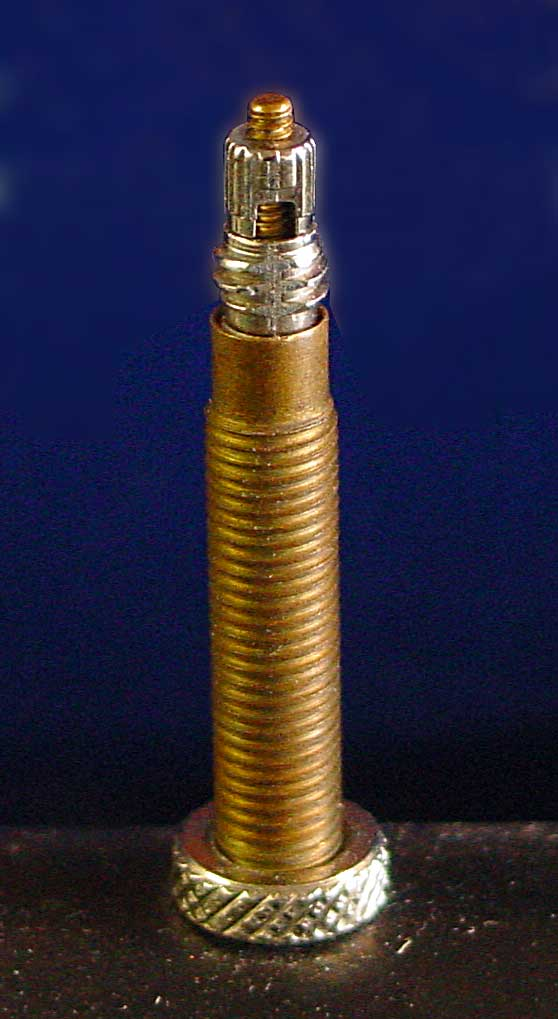
Велониппель Presta

## Ободная лента
Чтобы концы спиц и острые края спицевых отверстий не повреждали камеру, между ободом и камерой прокладывается резиновая или полимерная полоска — ободная лента, (жарг. флиппер или жарг. кипер), обычно она выполнена в виде кольца, сваренного (склеенного) внахлёст, поэтому более предпочтительным является клеящийся материал, приклеиваемый на обод с внутренней стороны как скотч или изолента.

## Повреждения и ремонт

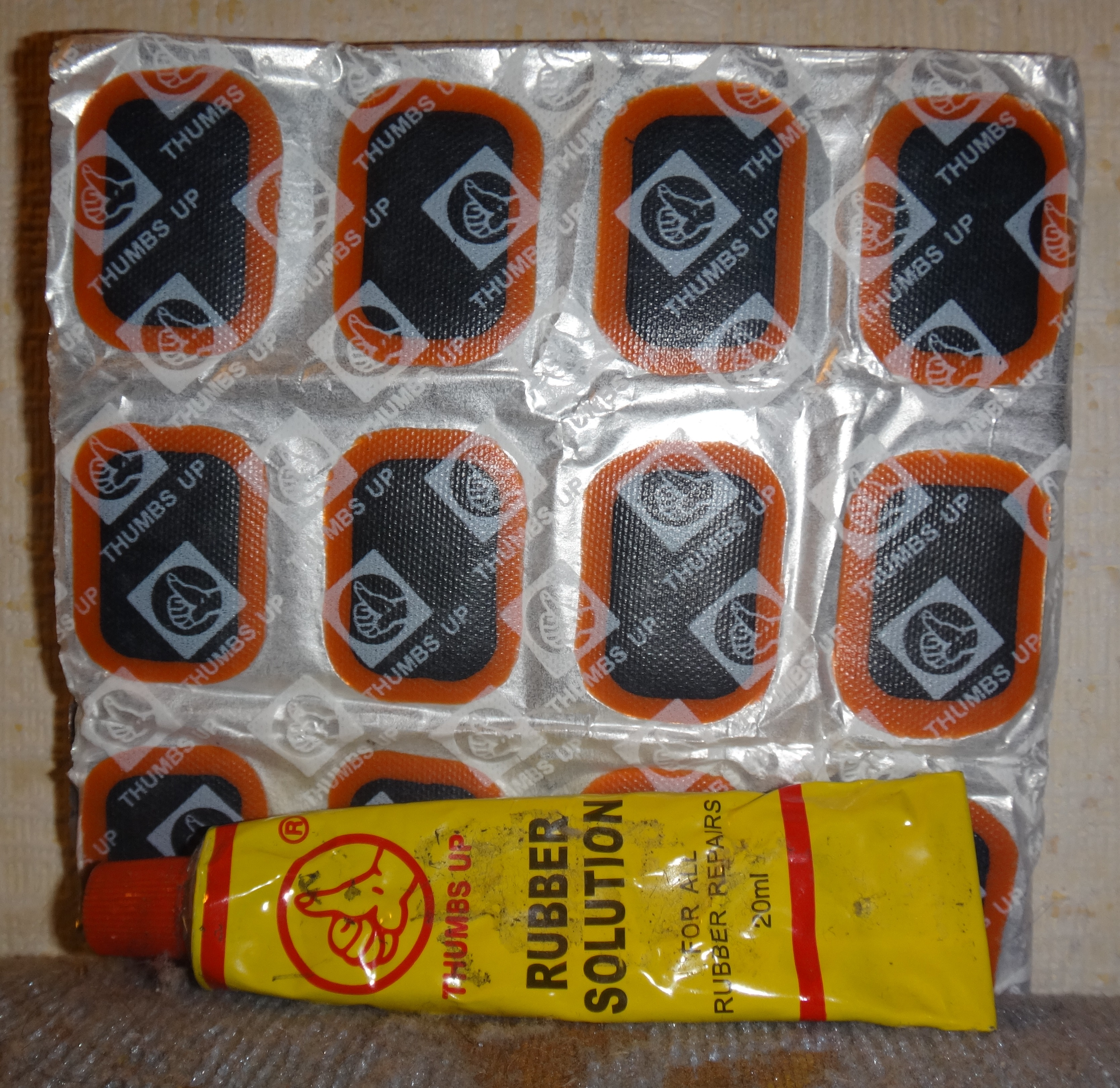
Набор для ремонта велосипедных камер, включающий заплатки и резиновый клей

Камера — одна из наиболее часто выходящих из строя частей велосипеда. Распространёнными причинами повреждения камеры являются прокалывание острым предметом (шип растения, стекло и т. п.) и так называемый «змеиный укус» — два рядом расположенных отверстия, которые возникают при резком наезде на твёрдый выступающий предмет (камень, бордюр и т. п.), в результате чего шина проминается до обода и камера оказывается зажата между этим предметом и ободом. Также если не до конца засунуть шину в колесо, то камера начнет выпирать, вызывая тем самым взрыв камеры.

### Ремонт
Продаются специальные наборы для ремонта проколов в камере, а в далёкие поездки рекомендуется брать запасную камеру.

### Обнаружение проколов
Обнаружить проколы камеры можно достаточно легко. Чаще всего целостность камер проверяют на слух или с помощью жидкости. Вариант на слух позволяет довольно быстро обнаружить обширное повреждение, но небольшие повреждения следует проверять с помощью мыльной воды: капнуть небольшую порцию на саму камеру. Если жидкость начинает пузыриться, это признак того, что в этом месте имеется повреждение. Для обнаружения более мелких повреждений, камеру необходимо полностью погрузить в ёмкость с жидкостью. Данный вариант способен всегда показать любые повреждения камеры.